# Robert D. Dorn
Robert D. Dorn  ( * 1943 - ) es un botánico y ornitólogo estadounidense.

## Algunas publicaciones
- 1970.  The Willows of Montana. Ed. Montana State University. 18 pp.
- 1982. A new species of Penstemon (Scrophulariaceae) from Wyoming. Brittonia 34 (3 ) : 334-335

### Libros
- 2001. Vascular plants of Wyoming. 2ª Ed. Mountain West Pub. 412 pp. ISBN 1-111-73607-3
- 1997. Rocky Mountain region willow identification field guide. Ed. U.S. Dept. of Agriculture, Forest Service, Renewable Resources. 107 pp.
- Dorn, RD; JL Dorn. 1990. Wyoming Birds 1990. Ed. Mountain West Pub. ISBN 99904-4-534-6
- 1986.  The Wyoming landscape, 1805-1878. Ed. Mountain West Pub. 94 pp.
- 1984.  Vascular plants of Montana (con Jane L. Dorn ilustradora). Ed. Mass Market Paperback. 276 pp. ISBN 1-135-95459-3
- 1980. Illustrated guide to special interest vascular plants of Wyoming. Ed. U.S. Dept. of the Interior, Bureau of Land Management. 67 pp.
- Tim W. Clark, Robert D. Dorn. 1981. Rare and endangered vascular plants and vertebrates of Wyoming. 66 pp.
- Dorn, RD; JL Dorn. 1977. Flora of the Black Hills. 377 pp.

- 1972.  The ferns and other pteridophytes of Montana, Wyoming, and the Black Hills of South Dakota. Ed. Dept. of Botany, U. of Wyoming. 94 pp.

- La abreviatura «Dorn» se emplea para indicar a Robert D. Dorn como autoridad en la descripción y clasificación científica de los vegetales.[1]